# 西越之潟站
西越之潟站（日语：／ Nishi-Koshinokata eki */?）是位於富山縣射水郡新湊町（現時：射水市），越中鐵道（後來成為富山地方鐵道射水線）的鐵路車站（廢站）。

## 歷史
越中鐵道在1930年（昭和5年）從堀岡站延伸至新湊東口站。於中途站越之潟站附近地段由收地困難，因此設置了西越之潟站，與越之潟站之間步行連接。

### 年表
- 1930年（昭和5年）
  - 10月12日：堀岡站至越之潟站之間和西越之潟站至新湊東口站之間開通。於富山縣射水郡新湊町荒屋開設西越之潟站[2]。
  - 12月23日 : 越之潟站至西越之潟站之間開業，此站被廢除[3]。

## 相鄰車站
越中鐵道
越之潟－西越之潟－新湊東口

## 注腳
1. ↑  富山地方鉄道 1983，第144–145頁.
2. ↑  , 官報 (1145) (内閣印刷局), 1930-10-22, (1145): 531, NDLJP: 2957612/5 （日语）
3. ↑  , 官報 (1342) (内閣印刷局), 1931-06-22, (1342): 582, NDLJP: 2957810/9 （日语）

## 相關項目
- 日本鐵路車站列表 Ni